# Dicyclohexylphthalat
Dicyclohexylphthalat ist eine chemische Verbindung aus der Gruppe der Phthalate, welches in Form eines weißen, kristallinen Pulvers vorliegt.

## Eigenschaften
Die Dämpfe von Dicyclohexylphthalat sind schwerer als Luft.

## Verwendung
Dicyclohexylphthalat wird als Weichmacher von Kunstharzen (z. B. für PVC, Epoxid- und Polyester-Harze) verwendet. Dafür wird es häufig im Gemisch mit Dibenzoylperoxid eingesetzt. In Alkydharzen und Cellulosenitraten verbessert er die Licht und Wetterstabilität, in Kunststoffen die chemischen und physikalischen Eigenschaften.

## Sicherheitshinweise
Bei Erwärmung von Dicyclohexylphthalat über seinen Flammpunkt von 180 °C an Luft, ist die Bildung explosionsfähiger Dämpfe möglich.

Am 17. April 2018 hat die Europäische Kommission DCHP wegen seiner fortpflanzungsgefährdenden und endokrin schädigenden Eigenschaften als SVHC (Substance of very high concern, besonders besorgniserregender Stoff) identifiziert.
Dicyclohexylphthalat wurde 2017 von der EU gemäß der Verordnung (EG) Nr. 1907/2006 (REACH) im Rahmen der Stoffbewertung in den fortlaufenden Aktionsplan der Gemeinschaft (CoRAP) aufgenommen. Hierbei werden die Auswirkungen des Stoffs auf die menschliche Gesundheit bzw. die Umwelt neu bewertet und ggf. Folgemaßnahmen eingeleitet. Ursächlich für die Aufnahme von Dicyclohexylphthalat waren die Besorgnisse bezüglich Umweltexposition und weit verbreiteter Verwendung sowie als potentieller endokriner Disruptor. Die Neubewertung fand ab 2017 statt und wurde von Schweden durchgeführt. Anschließend wurde ein Abschlussbericht veröffentlicht.